# Liste der Träger des Verdienstordens des Landes Rheinland-Pfalz/1982
Im Jahr 1982 wurden 14 Frauen und 34 Männer mit dem neugeschaffenen Verdienstorden des Landes Rheinland-Pfalz geehrt:
| Ordensträger                | Lebensdaten | Wohnort                    | Wirken                                                                 |
| --------------------------- | ----------- | -------------------------- | ---------------------------------------------------------------------- |
| Ruth Baron                  |             | Gustavsburg                |                                                                        |
| Heinz Bähner                |             | Betzdorf                   |                                                                        |
| Cläre Becker                |             | Wittlich                   |                                                                        |
| Friedrich Karl Becker       |             | Dorn-Dürkheim              |                                                                        |
| Günter Becker               |             | Mainz                      |                                                                        |
| Wilhelm Becker              |             | Lierschied                 |                                                                        |
| Anton Berlin                |             | Mayen                      |                                                                        |
| Margarete Bischoff          |             | Trier                      |                                                                        |
| Alfred Blaufuß              | 1912–1995   | Frei-Laubersheim           | Lehrer und Schulleiter sowie Freizeit-Botaniker und Naturschützer      |
| Gottfried Borrmann          |             | Mainz                      |                                                                        |
| Franz Josef Diendorf        |             | Waldrach                   | Helfer und langjähriger Leiter des Malteser Hilfsdienstes im Ruwertal  |
| Lothar Diethelm             |             | Mainz                      |                                                                        |
| Schwester Philothea Dittmer |             | Koblenz                    |                                                                        |
| Helmut Ehrhardt             | 1927–2011   | Kaiserslautern             | Physiker und Hochschullehrer                                           |
| Friedrich Rudolf Engelhardt |             | Bingen                     |                                                                        |
| Reinhold Franz              |             | Thalhausen                 |                                                                        |
| Jovan Gajic                 |             | Trier-Zewen                |                                                                        |
| Amely Goebel                | 1903–1982   | Trier                      | Politikerin (CDU) und Wirtschaftswissenschaftlerin                     |
| Friedrich Gundermann        | 1906–1985   | Kaiserslautern             | Prälat                                                                 |
| Mechthild Hahn              |             | Mainz                      |                                                                        |
| Diethard Hellmann           | 1928–1999   | Mainz                      | Kirchenmusiker, Hochschullehrer und Rektor der Musikhochschule München |
| Rudolf Herold               |             | Katzenelnbogen             |                                                                        |
| Albert Hoffmann             | 1914–2000   | Speyer                     | Realschullehrer, zuletzt Konrektor der Staatlichen Realschule          |
| Karl Holzamer               | 1906–2007   | Mainz                      | Philosoph, Pädagoge und Intendant des Zweiten Deutschen Fernsehens     |
| Walter Hück                 | 1911–1998   | Neustadt an der Weinstraße | Journalist, Chefredakteur der Rheinpfalz                               |
| Anton Kiefer                |             | St. Martin                 |                                                                        |
| Karl Kuhn                   | 1898–1986   | Bad Kreuznach              | Politiker (SPD)                                                        |
| Hermann Josef Lentz         |             | Mannheim                   |                                                                        |
| Hermann-Josef Marx          |             | Sobernheim                 |                                                                        |
| Ingrid Mickler-Becker       | * 1942      | Zornheim                   | Leichtathletin                                                         |
| Katharina Müller            |             | Mayen                      |                                                                        |
| Edith Peres-Lethmate        | 1927–2017   | Koblenz-Oberwerth          | Bildhauerin                                                            |
| Herbert Presinger           |             | Budenheim                  |                                                                        |
| Maria Raether               |             | Dorn-Dürkheim              |                                                                        |
| Albert Ries                 |             | Ludwigshafen am Rhein      | Funktionär der Deutschen Staatsphilharmonie Rheinland-Pfalz            |
| Max Rupp                    | 1908–2002   | Idar-Oberstein             | Maler, Kunstlehrer und Autor                                           |
| Ursula Sander               |             | Zweibrücken                |                                                                        |
| Hedwig Schmadel             |             | Landau in der Pfalz        |                                                                        |
| Wolfgang Schütz             |             | Koblenz                    |                                                                        |
| Emmerich Smola              | 1922–2011   | Kaiserslautern             | Dirigent                                                               |
| Lina Staab                  | 1901–1987   | Kaiserslautern             | Dichterin                                                              |
| Lieselotte Steingötter      | 1910–2008   | Kaiserslautern             | Sportlerin, Übungsgruppenleiterin und Sportlehrerin                    |
| Fritz Stelz                 |             | Neuwied                    |                                                                        |
| Hermann Volk                | 1903–1988   | Mainz                      | Bischof und später Kardinal                                            |
| Fritz Walter                | 1920–2002   | Enkenbach-Alsenborn        | Fußballspieler, Weltmeister von 1954                                   |
| Philipp Weindel             | 1900–1988   | Speyer                     | römisch-katholischer Geistlicher                                       |
| Robert Josef Wolff          |             | Kempenich-Engeln           |                                                                        |
| August Wolters              | 1903–1990   | Trier                      | Gewerkschafter und Politiker (CDU)                                     |
| Benno Zech                  | 1928–2022   | Neustadt an der Weinstraße | Lehrer und Politiker (CDU)                                             |